# Ramsay MacDonald
James Ramsay MacDonald, född 12 oktober 1866, död 9 november 1937, var en brittisk politiker som var premiärminister i två perioder. Han var en av pionjärerna i brittisk socialism. Från att ha vuxit upp under enkla förhållanden kom han att bli den förste premiärministern från Labourpartiet 1924. Under sin andra regeringsperiod bildade han för att möta den stora depressionen en "nationell regering" i koalition med de konservativa och liberala partierna, och blev utesluten ur Labour.

## Tidig karriär
MacDonald föddes i Lossiemouth i Moray i norra Skottland som oäkta son till John MacDonald, en lantarbetare, och Anne Ramsay, en husa. Han hette först James Ramsay, men antog senare sin fars efternamn och använde helst Ramsay som förnamn. Att vara oäkta barn var ett allvarligt handikapp i 1800-talets presbyterianska Skottland och det stigma som detta medförde påverkade MacDonald under hela hans liv. Han fick en grundläggande utbildning i den närbelägna staden Drainie och arbetade där som lärarkandidat tills han var 18 år, då han flyttade till London. Under resten av sitt liv hyste han inte särskilt varma känslor för Skottland och skotska attityder. 
Samtidigt som han arbetade som kontorist i London fortsatte MacDonald sin utbildning genom kvällskurser och omfattande självstudier, särskilt inom naturvetenskap, ekonomi och sociala frågor. 1894 anslöt han sig till Independent Labour Party (ILP), ett av de tidigaste socialistiska partierna i Storbritannien, och började skriva i socialistiska tidningar. Han mötte och påverkades starkt av Keir Hardie, en av Labours första parlamentsledamöter. MacDonald kandiderade till parlamentet för första gången 1895, och åter 1900. Det året blev han sekreterare för Labour Representation Committee, föregångaren till Labour Party, medan han fortsatte att vara medlem av ILP. ILP var, utan att vara ett marxistiskt parti, mer strikt socialistiskt än Labour Party, och ILP:s medlemmar fungerade som en pådrivargrupp inom Labour i många år.
Som partisekreterare framförhandlade MacDonald ett avtal med den liberale politikern Herbert Gladstone (son till den avlidne premiärministern William Gladstone), som tillät Labour att ställa upp i ett antal arbetarklassvalkretsar utan motkandidat från liberalerna. Denna överenskommelse ledde till Labours första genombrott in i underhuset. Hans nära relation till Gladstone hjälptes av hans äktenskap 1896 med Margaret Gladstone, en släkting till Herbert. Under denna period reste han också mycket: till Kanada och USA  1897, till Sydafrika 1902, till Australien och Nya Zeeland 1906 och till Indien flera gånger. 
År 1906 invaldes MacDonald i underhuset för valkretsen  Leicester, och blev en av ledarna för Labourgruppen i parlamentet, som vid denna tid var ett mindre parti som stödde Henry Campbell-Bannermans och Herbert Henry Asquiths liberala regeringar. Trots sina personliga förbindelser med Gladstone-liberalerna blev MacDonald ledare för Labourpartiets vänsterflygel och argumenterade för att Labour måste ersätta liberalerna som det största progressiva partiet. 

## Partiledare
År 1911 blev MacDonald partiledare (formellt ordförande för parlamentsgruppen [Chairman of the Parliamentary Labour Party]). 1914 tog han emellertid ställning mot Storbritanniens inblandning i Första världskriget, medan partiets majoritet, under Arthur Hendersons ledning, inte delade denna ståndpunkt, och MacDonald fick avgå som partiledare. Under den första delen av kriget var han mycket impopulär och anklagades för förräderi och feghet, men allteftersom kriget fortsatte återhämtade sig hans rykte. Ändå förlorade han sin parlamentsplats i valet 1918, då David Lloyd Georges koalitionsregering segrade med stor majoritet.
År 1922 återkom MacDonald till underhuset som representant för Aberavon i Wales. Nu var partiet återförenat och MacDonald valdes till partiledare igen. Liberalerna var nu på tillbakagång och efter valet 1922 blev Labour det största oppositionspartiet till Stanley Baldwins konservativa regering och MacDonald blev oppositionsledare. Vid det laget hade han rört sig bort från partivänstern och övergivit sin ungdoms stränga socialistiska övertygelse. Han motsatte sig starkt den radikala våg som svepte igenom arbetarrörelsen efter ryska revolutionen och blev en bestämd fiende till kommunismen. Till skillnad från de socialdemokratiska partierna i Frankrike, Tyskland, Sverige med flera länder delades inte Labourpartiet och det brittiska kommunistpartiet var litet och isolerat.
Trots att han var en begåvad talare blev MacDonald känd för luddig retorik, och det var oklart vilken politik han stod för. Det fanns redan en del oro inom partiet för vad han skulle göra om Labour fick möjlighet att bilda regering. I valet 1923 förlorade de konservativa sin majoritet, och när de förlorade en förtroendeomröstning i underhuset i januari 1924 bad kung Georg V MacDonald att bilda en Labourregering. MacDonalds regering skulle bli en minoritetsregering, men med stöd från Asquiths liberaler. MacDonald blev alltså den förste brittiske premiärministern från Labourpartiet, den förste från en arbetarklassbakgrund och en av mycket få som inte hade universitetsutbildning.

## MacDonalds första regering
MacDonald tog förutom posten som premiärminister även den som utrikesminister, och klargjorde att hans högsta prioritet var att avhjälpa den skada som han ansåg hade orsakats av Versaillesfreden 1919, genom att lösa frågan om krigsskadestånd och komma överens med Tyskland. Han överlämnade inrikesfrågor åt sina ministrar, bland andra Philip Snowden som finansminister och Henderson som inrikesminister. Eftersom regeringen inte hade majoritet i någon av parlamentets kamrar fanns det ändå ingen möjlighet att genomföra någon radikal lagstiftning. 
I juni sammankallade MacDonald de allierade från kriget till en konferens i London, och åstadkom en överenskommelse om en ny plan för skadeståndsfrågan och den franska ockupationen av Ruhrområdet. Tyska delegater anslöt sig sedan till mötet, och en överenskommelse undertecknades. Detta följdes av ett brittiskt-tyskt handelsavtal. Detta var stora resultat för en nybliven premiärminister i en minoritetsregering, och MacDonald fick mycket beröm. I september lade han fram en plan för allmän europeisk nedrustning till Nationernas förbunds församling i Genève. 
MacDonalds regering råkade illa ut när han föreslog att ge diplomatiskt erkännande till Sovjetunionen. De konservativa och deras anhängare i pressen piskade upp en antikommunistisk kampanj, och liberalerna drog tillbaka sitt stöd i underhuset. De konservativa väckte sedan misstroendevotum, där Labourregeringen förlorade, och MacDonald utverkade en upplösning av parlamentet. Han visste att Labour skulle bli besegrade i valet, men hans mål var att utplåna liberalerna och skapa ett tvåpartisystem bestående av Labour och de konservativa. Detta mål uppnåddes i valet i oktober 1924. Labour gick ner från 191 mandat till 151, men liberalerna från 158 till 40.

## MacDonalds andra regering
Baldwin bildade en konservativ regering med stark majoritet, men den skakades av kriser under hela regeringsperioden, framför allt generalstrejken 1926 och den kraftigt försämrade ekonomiska situationen, som kännetecknades av en snabbt ökande arbetslöshet.  I valet i maj 1929 vann Labour 287 mandat mot de konservativas 260, med 59 liberaler under Lloyd George i vågmästarställning. (I detta val bytte MacDonald valkrets från Aberavon till Seaham i County Durham.) Baldwin avgick och MacDonald bildade åter en minoritetsregering, till en början med Lloyd Georges helhjärtade stöd. Denna gång visste MacDonald att han måste koncentrera sig på inrikesfrågor. Henderson blev utrikesminister och Snowden åter finansminister. James Henry Thomas blev Lord Privy Seal med uppgift att motarbeta arbetslösheten, med hjälp av den unge radikalen Oswald Mosley. 
MacDonalds andra regering hade en starkare parlamentarisk ställning än den första, och under 1930 kunde han genomföra en omarbetad ålderspensionslag, en mer generös arbetslöshetsförsäkringslag och ett beslut om att förbättra löner och arbetsförhållanden i kolindustrin, som hade varit frågor som ledde till generalstrejken. Han sammankallade också en konferens i London med ledarna för Indiens kongressparti, där han erbjöd parlamentariskt styrelsesätt, men inte självständighet, för Indien. I april 1930 framförhandlade han ett fördrag med USA och Japan om att begränsa marin rustning. 
Liksom alla regeringar vid denna tid saknade MacDonalds regering ett verksamt svar på den ekonomiska kris som följde Wall Street-kraschen i oktober 1929. Snowden var en rigid representant för ortodox finanspolitik och gick inte med på att öka utgifterna för att stimulera ekonomin, trots vädjanden från Mosley, Lloyd George och ekonomen John Maynard Keynes. Även om regeringen hade föreslagit sådana åtgärder skulle de konservativa och de mer konservativt sinnade liberalerna inte ha stött dem, och inte heller överhuset. 
Under 1931 försämrades den ekonomiska situationen och påtryckningarna från ortodoxa ekonomer och från pressen om kraftiga nedskärningar i statliga utgifter, inklusive pensioner och arbetslöshetsunderstöd, ökade. MacDonald, Snowden och Thomas stödde sådana åtgärder, som de såg som nödvändiga för att upprätthålla en balanserad budget och motverka inflation, men resten av kabinettet, nästan hela Labourpartiet och fackföreningarna var bestämda motståndare. I augusti 1931 avgick MacDonald utan att rådgöra med sina regeringskolleger och bildade en ny "nationell regering", där de konservativa och liberalerna (utan Lloyd George) ingick. MacDonald, Snowden och Thomas uteslöts från Labourpartiet och bildade ett nytt National Labour Party, men detta parti hade begränsat stöd i landet och bland fackföreningarna.

## Den nationella regeringen
MacDonald förespråkade inte ett omedelbart parlamentsval, men de konservativa tvingade honom att gå med på att hålla ett i oktober 1931. Den nationella regeringen fick då 554 mandat, som bestod av 470 konservativa, 35 National Labour-ledamöter, 32 liberaler och diverse andra, medan Labour bara fick 52 mandat och Lloyd Georges liberaler fyra. Detta var det största mandat en brittisk premiärminister någonsin fått i ett demokratiskt val, men MacDonald blev beroende av de konservativa, vilket blev tydligt efter valet då Neville Chamberlain blev finansminister och Baldwin, som Lord President of the Council, blev den verklige makthavaren i regeringen. MacDonald påverkades starkt av den ilska och bitterhet som orsakats av Labourregeringens fall. Han fortsatte att se sig som socialist och representant för arbetarrörelsen, men när nästan alla hans vänner vänt sig ifrån honom blev han en isolerad person. 
Under 1933 och 1934 försämrades MacDonalds hälsa, och han blev en alltmer ineffektiv ledare medan det internationella läget blev mer hotfullt. Hans pacifism, som hade varit allmänt beundrad under 1920-talet, fick Winston Churchill och andra att anklaga honom för att inte stå emot hotet från Adolf Hitler. Han sågs senare som upphovsmannen till eftergiftspolitiken gentemot Nazityskland. I maj 1935 blev han tvungen att avgå som premiärminister och övertog posten som Lord President, i stort sett en hederspost, som blev ledig då Baldwin återvände till premiärministerposten. I valet senare samma år förlorade MacDonald i sin valkrets Seaham mot Emanuel Shinwell. Kort därefter valdes han i ett fyllnadsval för de skotska universitetens valkrets, men hans kroppsliga och mentala hälsa kollapsade 1936. Han blev rekommenderad att resa på havet för att återställa sin hälsa, och dog till sjöss i november 1937.

## Eftermäle
MacDonalds avhopp från Labour och hans allians med de konservativa, liksom hans försvagade ställning som premiärminister efter 1931, gjorde honom till en diskrediterad person vid tiden för hans död, och han fick en hårdför behandling av generationer av Labour-sinnade brittiska historiker. Inte förrän 1977 fick han en sympatiskt hållen biografi, då professor David Marquand skrev Ramsay MacDonald med det uttalade syftet att ge MacDonald rättvisa för hans arbete i att grunda och bygga upp Labourpartiet och att försöka bevara freden under mellankrigstiden. Han försökte också placera MacDonalds beslut 1931 i sitt sammanhang: den tidens krissituation och de begränsade möjligheter som fanns till hands.

## Privatliv
Äktenskapet mellan Ramsay MacDonald och Margaret MacDonald var mycket lyckligt, och de fick sex barn, bland andra Malcolm MacDonald (1901–1981), som fick en framstående karriär som politiker, kolonialguvernör och diplomat, och Ishbel MacDonald (1903–1982), som stod mycket nära sin far. MacDonald blev förkrossad av sin hustrus död av blodförgiftning 1911, och hade få betydande personliga relationer efter den tiden, förutom dottern Ishbel, som tog hand om honom under resten av hans liv. Under 1920- och 1930-talen gästade han ofta societetsvärdinnan Lady Londonderry, vilket var mycket illa omtyckt inom Labourpartiet eftersom hennes make var en konservativ kabinettsminister, och det hävdades att MacDonald var förälskad i henne.